# Марк Юний Максим
Марк Юний Максим (на латински: Marcus Iunius Maximus) е политик и сенатор на Римската империя през 3 век.
През 286 г. Максим е консул заедно с Ветий Аквилин. От 286 до 287 г. е praefectus urbi на Рим.